# Yekaterina Sinyavina
Yekaterina Sinyavina, född 1761, död 1784, var en rysk kompositör. Hon var verksam som kompositör och pianist vid det ryska hovet, där hon var Katarina den storas hovdam. 